# Европейский маршрут E86
Европейский маршрут Е86 — европейский автомобильный маршрут категории А в Греции, соединяющий города Кристалопийи и Ефира. Длина маршрута — 177 км.
Маршрут E86 проходит через города Флорина и Веви.
Е86 связан с маршрутами
- E65
- E75
- E90